# Kubota L-Serie
Die Kubota L-Serie ist eine Reihe von allradgetriebenen Schleppern des japanischen Nutzfahrzeugherstellers Kubota. Sie wird seit Frühjahr 2021 in den Baureihen L1 und L2 hergestellt und ist dem Segment der Kompaktschlepper zuzuordnen.

## Modellübersicht
Die L-Serie teilt sich auf die Baureihen L1 und L2 auf, die sich vor allem in der Ausstattung und bei den Getrieben unterscheiden. Fahrzeuge der Baureihe L1 sind ab Werk mit einem Überrollschutz ausgestattet, wohingegen Fahrzeuge der Baureihe L2 serienmäßig eine Fahrerkabine haben. Allradantrieb ist bei allen Modellen serienmäßig. Vorgestellt wurde die aktuelle L-Serie zunächst mit dem Modell L1-382 im März 2021. Darauf folgten sieben weitere Modelle in der Leistungsklasse 45 bis 61 PS, was insgesamt acht Modelle ergibt. Nach Angaben des Magazins Land & Forst wird die Kubota-L-Serie vor allem in der Nebenerwerbslandwirtschaft, in Reitbetrieben und im Garten- und Landschaftsbau eingesetzt. Die wichtigsten technischen Komponenten wie Motor, Achsen und Getriebe stellt Kubota selbst her.

## Modelle
- L1-382: 38 PS, Getriebe: 8V/4R oder Hydrostat
- L1-452: 45 PS, Getriebe: 8V/8R oder Hydrostat
- L1-522: 52 PS, Getriebe: 8V/8R oder Hydrostat
- L1-552: 55 PS, Getriebe: Dreistufiger Hydrostat
- L2-452: 45 PS, Getriebe: 16V/16R oder Hydrostat
- L2-522: 52 PS, Getriebe: 16V/16R oder Hydrostat
- L2-552: 55 PS, Getriebe: Dreistufiger Hydrostat
- L2-622: 61 PS, Getriebe: Dreistufiger Hydrostat

## Technische Beschreibung
Die L-Serie ist in Halbrahmenbauweise konstruiert. Die angetriebene Hinterachse ist eine ungefederte, angetriebene Portalachse, die mit dem Hilfsrahmen verbunden ist, auf dem sich der Motor abstützt. Die angetriebene Vorderachse ist eine pendelnd aufgehängte Portalachse mit Doppelkegelradantrieb, was trotz Vorderachsantrieb große Lenkwinkel und eine hohe Bodenfreiheit ermöglicht. Angetrieben wird die L-Serie von einem 2,4-Liter-Reihenvierzylinderdieselmotor der Baureihe Kubota V2403 mit Common-Rail-Einspritzung, elektronischer Regelung und Abgasreinigung; der L1-382 hat als einziges Modell einen 1,8-Liter-Dreizylinderdieselmotor der Baureihe D1803. In den Modellen ab 52 PS ist zur Leistungssteigerung ein Abgasturbolader eingebaut.
Die L-Serie gibt es prinzipiell mit zwei Antriebssträngen: einem Antrieb mit hydrostatischem Getriebe und drei Fahrstufen, die im L2 auch lastschaltbar sind, sowie einem mechanischen Klauengetriebe mit vier Fahrstufen und Gruppenschaltung. Die Anzahl der Gruppen ist modellabhängig, sodass es im L1 standardmäßig 8 Gänge und im L2 in allen Modellen 16 Gänge gibt, die sowohl in Vorwärts- als auch in Rückwärtsfahrrichtung schaltbar sind. Alle Modelle der L-Serie haben eine Bordhydraulik mit einem Betriebsdruck von 18,6 MPa (15,7 MPa beim L1-382), mit der sowohl der Heckraftheber als auch der wahlweise lieferbare Frontlader arbeiten. Mit dem Frontlader können Lasten von bis zu 1,4 t angehoben werden, der Heckkraftheber kann bis zu 1,75 t anheben. Standardmäßig hat die L-Serie für den Antrieb von Anbaugeräten eine zuschaltbare Getriebezapfwelle im Heck mit einer Normdrehzahl von 540/min; eine zusätzliche Frontzapfwelle ist ab Werk verfügbar. L1-Modelle haben einen umklappbaren Überrollbügel (ROPS – Roll-over protection system), während die L2-Modelle, bis auf den L2-522, ein festes Fahrerhaus haben.

## Technische Daten L-Serie
|                               | L1-382                                                                 | L1-452                                                                 | L1-522                                                                                         | L1-552                                                                                         | L2-452                                                                 | L2-522                                                                                         | L2-552                                                                                         | L2-622                                                                                         |
| ----------------------------- | ---------------------------------------------------------------------- | ---------------------------------------------------------------------- | ---------------------------------------------------------------------------------------------- | ---------------------------------------------------------------------------------------------- | ---------------------------------------------------------------------- | ---------------------------------------------------------------------------------------------- | ---------------------------------------------------------------------------------------------- | ---------------------------------------------------------------------------------------------- |
| Motor                         | Kubota D1803-CR, Dreizylinder-Dieselmotor mit Common-Rail-Einspritzung | Kubota V2403-CR, Vierzylinder-Dieselmotor mit Common-Rail-Einspritzung | Kubota V2403-CR, Vierzylinder-Dieselmotor mit Common-Rail-Einspritzung und Abgasturboaufladung | Kubota V2403-CR, Vierzylinder-Dieselmotor mit Common-Rail-Einspritzung und Abgasturboaufladung | Kubota V2403-CR, Vierzylinder-Dieselmotor mit Common-Rail-Einspritzung | Kubota V2403-CR, Vierzylinder-Dieselmotor mit Common-Rail-Einspritzung und Abgasturboaufladung | Kubota V2403-CR, Vierzylinder-Dieselmotor mit Common-Rail-Einspritzung und Abgasturboaufladung | Kubota V2403-CR, Vierzylinder-Dieselmotor mit Common-Rail-Einspritzung und Abgasturboaufladung |
| Bohrung × Hub                 | 87,0 × 102,4 mm                                                        | 87,0 × 102,4 mm                                                        | 87,0 × 102,4 mm                                                                                | 87,0 × 102,4 mm                                                                                | 87,0 × 102,4 mm                                                        | 87,0 × 102,4 mm                                                                                | 87,0 × 102,4 mm                                                                                | 87,0 × 102,4 mm                                                                                |
| Hubraum                       | 1826 cm³                                                               | 2434 cm³                                                               | 2434 cm³                                                                                       | 2434 cm³                                                                                       | 2434 cm³                                                               | 2434 cm³                                                                                       | 2434 cm³                                                                                       | 2434 cm³                                                                                       |
| Nennleistung nach ECE R120    | 27,6 kW bei 2700/min                                                   | 33,0 kW bei 2600/min                                                   | 37,4 kW bei 2600/min                                                                           | 40,1 kW bei 2600/min                                                                           | 33,0 kW bei 2600/min                                                   | 37,4 kW bei 2600/min                                                                           | 40,1 kW bei 2600/min                                                                           | 45,1 kW bei 2600/min                                                                           |
| Max. Drehmoment nach ECE R120 | 115,8 Nm bei 1600/min                                                  | 148,9 Nm bei 1600/min                                                  | 166,7 Nm bei 1600/min                                                                          | 185,3 Nm bei 1600/min                                                                          | 148,9 Nm bei 1600/min                                                  | 166,7 Nm bei 1600/min                                                                          | 185,3 Nm bei 1600/min                                                                          | 198,5 Nm bei 1600/min                                                                          |
| Getriebe                      | 8V/4R oder Hydrostat                                                   | 8V/8R oder Hydrostat                                                   | 8V/8R oder Hydrostat                                                                           | Dreistufiger Hydrostat                                                                         | 16V/16R oder Hydrostat mit Lastschaltstufe                             | 16V/16R oder Hydrostat mit Lastschaltstufe                                                     | Dreistufiger Hydrostat mit Lastschaltstufe                                                     | Dreistufiger Hydrostat mit Lastschaltstufe                                                     |
| Bereifung                     | vorne 7–16, hinten 11,2–24                                             | vorne 8–16, hinten 13,6–24                                             | vorne 9.5–16, hinten 13,6–28                                                                   | vorne 9.5–16, hinten 13,6–28                                                                   | vorne 8–16, hinten 13,6–24                                             | vorne 9.5–16, hinten 13,6–28                                                                   | vorne 9.5–16, hinten 13,6–28                                                                   | vorne 9.5–16, hinten 13,6–28                                                                   |
| Masse                         | 1300 kg                                                                | 1680 kg                                                                | 1820 kg                                                                                        | 1825 kg                                                                                        | 1895 kg                                                                | 1820 kg                                                                                        | 2080 kg                                                                                        | 2080 kg                                                                                        |
| Länge                         | 2805 mm                                                                | 3170 mm                                                                | 3245 mm                                                                                        | 3245 mm                                                                                        | 3170 mm                                                                | 3245 mm                                                                                        | 3245 mm                                                                                        | 3245 mm                                                                                        |
| Breite                        | 1250 mm                                                                | 1550 mm                                                                | 1440 mm                                                                                        | 1440 mm                                                                                        | 1560 mm                                                                | 1470 mm                                                                                        | 1560 mm                                                                                        | 1560 mm                                                                                        |
| Höhe                          | 2460 mm                                                                | 2250 mm                                                                | 2550 mm                                                                                        | 2550 mm                                                                                        | 2330 mm                                                                | 2550 mm                                                                                        | 2375 mm                                                                                        | 2375 mm                                                                                        |
| Radstand                      | 1610 mm                                                                | 1895 mm                                                                | 1915 mm                                                                                        | 1915 mm                                                                                        | 1895 mm                                                                | 1915 mm                                                                                        | 1915 mm                                                                                        | 1915 mm                                                                                        |